# Alpes de Platta
Os Alpes de Platta (em alemão:  Oberhalbsteiner Alpen) é um maciço montanhoso que se encontra na Lombardia, na Itália e no cantão dos Grisões na Suíça. O ponto mais alto, e que deu o nome a esta sub-cordilheira dos Alpes, é o Piz Platta, com 3392 m.

## Localização
Os Alpes de Platta têm da mesma secção alpina, a Norte os Alpes de Plessur, a Nordeste os Alpes de Albula, a Sudeste os Alpes de Bernina.
De outras secções tem  a Oeste, de onde está separado pelo Passo de Spluga, os Alpes Lepontinos dos Alpes Ocidentais-Norte.

## SOIUSA
A Subdivisão Orográfica Internacional Unificada do Sistema Alpino (SOIUSA) dividiu os Alpes em duas grandes Partes: Alpes Ocidentais e Alpes Orientais, separados pela linha formada pelo  Rio Reno - Passo de Spluga - Lago de Como - Lago de Lecco.
Os  Alpes de Platta, Alpes de Albula, Alpes de Bernina, Alpes de Livigno, Alpes de Val Mustair, Alpes de Silvretta, de Samnau e de Verwal, Alpes de Plessur,  e a Cordilheira de Ratikon formam os Alpes Réticos ocidentais.

### Classificação  SOIUSA
Segundo a SOIUSA este acidente geográfico é uma Sub-secção alpina com as seguintes características:
- Parte = Alpes Orientais
- Grande sector alpino = Alpes Orientais-Centro
- Secção alpina = Alpes Réticos ocidentais
- Sub-secção alpina =  Alpes de Platta
- Código = II/A-15.I

## Galeria de imagens

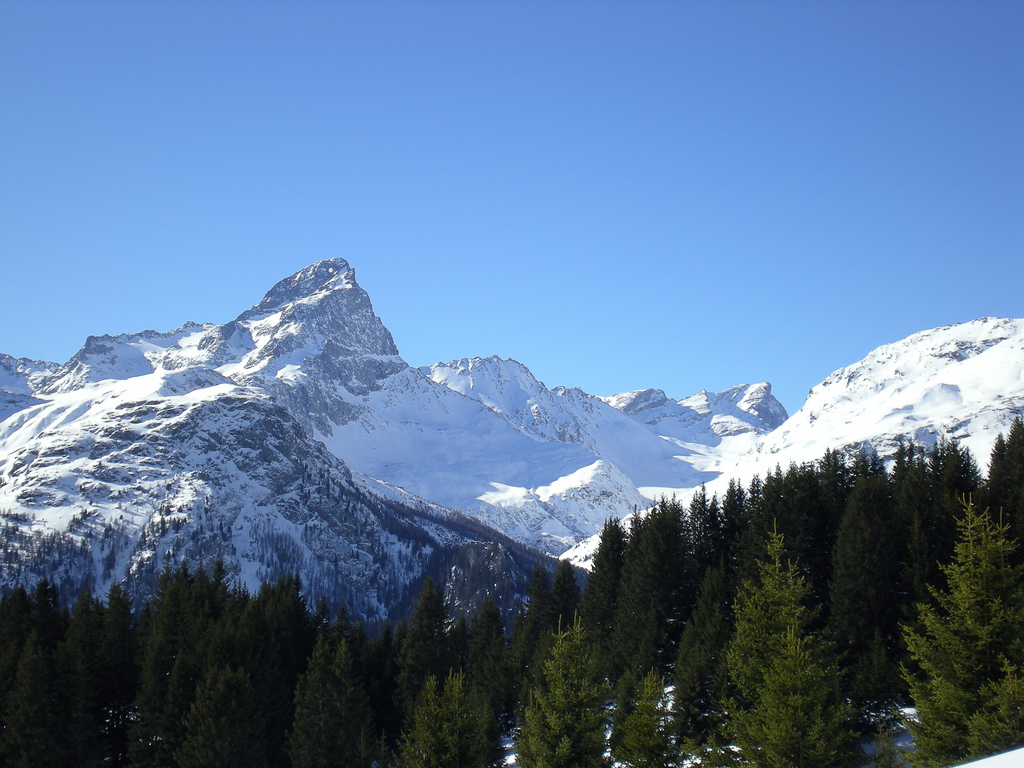
O Piz Platta